# A fekete város (regény)
A fekete város Mikszáth Kálmán író utolsó nagyregénye. 15 fejezetből áll, melyek esetenként különleges „elbeszélő címet” viselnek, mint rögtön az első: „Némely előzmények és részletek, melyeket okvetlenül szükséges tudni”.

## Keletkezése
Mikszáth a történet alapjául szolgáló szájhagyományt Görgey István A Görgey-nemzetség története című tanulmányában találta, de sokat jelentett az író számára szombat esti asztaltársasága is, amelynek Görgey Istvánon kívül Takáts Sándor történész is tagja volt.
Rendkívül szeretvén a históriát, rendszeresen tárgyaltuk a Habsburgok három századát. Természetesen nem oly dolgokról esett szó, amik könyvekben is olvashatók, hanem olyan tárgyakról, melyek a magyar regényíró lelkébe hatnak. Mikszáth olykor-olykor megállított a beszédben, nagy szemében a lelkesedés tüze csillogott, s jókedvvel kiáltotta: Megállj! Ez nekem való… A fekete város című regényében nemcsak fölhasználta azokat az ismeretlen adatokat, miket ez alkalommal hallott I. Lipót koráról, de még ki is színezte azokat.
A regény első megjelenése után Mikszáth így vallott művéről: 
A megtörténhetés illúzióját fenn kell tartani. Ez az egyetlen törvény, mely az írót kötelezi… Legjobb tehát úgy venni, hogy az egész regény költött, mint ahogy költött is… Mert nem valamely család igaz történetét akartam papírra vetni, hanem egy kornak az igazi levegőjét. Mert hiszen az író… kitölti a hézagokat saját fantáziájával, nagyít, zsugorít, elhallgat, amint az ő művészi érzéke megkívánja.
Először a Vasárnapi Ujság közölte folytatásokban, 1908 és 1910 között. Mire 1911-ben könyv alakban is megjelent, az író már nem élt.

## Fejezetlista
- Első fejezet: Némely előzmények és részletek, melyeket okvetlenül szükséges tudni
- Második fejezet: A gyanú
- Harmadik fejezet: Quieta non movere (Ami nyugalomban van, ne bolygassuk)
- Negyedik fejezet: Némely közdolgoknak fecskeröptében való érintése
- Ötödik fejezet: A szászok furfangja
- Hatodik fejezet: Lőcse város gyászban van
- Hetedik fejezet: Menyecske palánták
- Nyolcadik fejezet: Vitam et sanguinem pro vicecomite nostro
- Kilencedik fejezet: A kis Rozáli sorsában változás áll be
- Tizedik fejezet: »A mi basánk« és a további fejlemények
- Tizenegyedik fejezet: Otrokócsy Rozália eladó lánnyá serdül
- Tizenkettedik fejezet: Nyugtalan esztendők
- Tizenharmadik fejezet: A holt bíró utolsót mozdul
- Tizennegyedik fejezet: Némely megjegyzések az anyai szem erejéről és a szerelmi érzések fölpiszkálásáról
- Tizenötödik fejezet: Melyben a szerző akarata ellenére a gondviselés szeszélye szerint fejeződik be a történet

## Történet
|  | Alább a cselekmény részletei következnek! |

Lőcse városában villámként híre futott a nevezetes vadászatnak, melyet késő emberöltők is akként emlegettek, hogy »elesett benne: egy szarvas, egy kutya, egy nyúl és egy bíró.«
A nagy múltú nemesi családból származó Görgey Pál, a megyei alispán és a megye legnagyobb városa, a szász múltjáról híres Lőcse bírája régóta kutya-macska barátságban voltak. Végül egy újévi vadászaton összetalálkozott kettejük vadászcsapata a két földbirtok határán. Ugyanazt a szarvast hajtották, de a lőcsei uraknak kedvezett a szerencse: az állat átmenekült az ő területükre és könnyedén meglőhették.
Görgey felismerte a bírót, akivel haragot tartott, és épp el akart fordulni, amikor kutyája, Fityke a befagyott patak árkából egy hatalmas tapsifülest ugrasztott ki és utánairamodott a lőcseiek területére. Görgey haragosan füttyentett a vizslának, de az föl se vette. A következő pillanatban két puska dörrent el egyszerre, a bíró (akarva? akaratlan? ez nem derül ki) a kutyát, fertálymestere a nyulat terítette le. Görgey erre elsápadt, lekapta a válláról a fegyvert és megcélozta a lőcsei bírót.
– Ebért ebet! – hörögte egész testében reszketve, és lőtt. A bíró egy jajkiáltással a hóra zuhant.
Görgey hazaindult, a szászok pedig tanakodni kezdtek, mitévők legyenek. Ám ahelyett, hogy seborvosért siettek volna, megragadták a sebesült bírót, és átvitték az alispán földjeire. Amerre csak jártak, véres nyomot hagytak maguk után a havon, míg a bíró végképp ki nem lehelte a lelkét. Ezután kinyilvánították, hogy a vérrel bekerített terület Lőcse város vérrel szerzett területévé változott, egy Károly Róbert idejéből származó jogszabályra alapozva.
A fejét vesztett városi szenátus mindezen felül bosszút is esküszik: a város polgárait gyászruha viselésére kötelezi – innen a cím –, a megboldogult egyik kezét pedig bebalzsamozzák, hogy majd csak akkor temessék a teste mellé, amikor kivégezték Görgeyt. Elkezdődnek a különféle cselfogások, hogy az alispánt becsalják a városba, és bíróság elé állíthassák. A földszerzők közül választott új bírónak, Nustkorb úrnak azonban nemcsak Görgeyvel kell megbirkóznia, hanem azzal a nem is légből kapott váddal, hogy valójában közös tettükkel ő maga ölte meg az előző bírót.
Görgey sem könnyű ellenfél: hogy megvédje a szász furfangtól egyetlen örökösét, Rozálit, álnéven Lőcsébe viteti egy nevelőintézetbe, mondván, hogy éppen ott nem fogja senki sem keresni. Rozáli az úton találkozik Fabrícius Antallal, egy fiatal jövőbeni lőcsei szenátorral, aki most fejezte be az egyetemet, és csakhamar egymásba szeretnek. Az eddig a világtól elzárva nevelkedett lány sokáig nem érti az apja ellen irányuló haragot, de a falak mögé kerülve minden világossá válik számára.
Körülvették a lánybarátnék, mert már voltak, hamar barátkoznak össze e fiatal teremtések, minden új lány új titok nekik, s vágynak a titkok után. Ezek aztán felvilágosították:

– Látod, mi is feketében járunk, pedig szintén nem halt meg senkink. De megfordítva, úgy látszik, meg kell halnia valakinek, hogy a gyászruhát levethessük.

– Ez különös – szólt Rozália elgondolkozva –, kinek kellene meghalnia?

– Egy Görgey Pál nevű úrnak, aki meglőtte a lőcsei bírót, a város rettenetesen haragszik rá és megparancsolta, hogy addig gyászban járjon minden lélek, míg bosszút nem állnak rajta; bárcsak már vinné el az ördög, hogy ne szenvednénk mindnyájan. Neked még hagyján, te szőke vagy, neked illik a gyászos, de mit mondjak én, aki barna létemre valóságosan elenyészem a ruháimban, mint légy a mákban. De mi bajod, mintha könnyeznél…
Eközben zajlik a magyar-osztrák viszály, pártállásban és életvitelben egyaránt szemben áll egymással nemes és polgár. Mikszáth remekbe szabott és részletes képet fest a kor viszonyairól, egy szász város belső berendezkedésétől kezdve – amely még az öltözködést is szabályozta – a magyar nemesek öntörvényű életmódjáig. Szerepeltet történelmi személyeket is, mint Thököly Imre és Esze Tamás. Isteni igazságszolgáltatásként mutatja be Nustkorb egész várost sokkoló végzetét, amikor a szász úrra rádől a vadászaton elhunyt bíró szobra.
– Az előbbeni bíró megölte a mostani bírót, mivelhogy a mostani bíró ölte meg az előbbeni bírót… A jó isten hárítsa el Lőcse városáról a megpróbáltatásokat.
A cselekményt a mellékszereplők tevékenysége is céltudatosan hajtja előre, szerepük van az elsőre pusztán szórakoztató mellékszálaknak is, mint a szélhámos Bibók nemes, Ljubomirsky lengyel sztaroszta, vagy Quendel úr, az agyafúrt kereskedő története, akinek határtalan népszerűtlensége nélkül például nem választották volna meg az ifjú Fabriciust bírónak.
Bár a regény végén a Fabricius vezette város diadalmaskodik, és Görgeyt eléri végzete, az író nem varrja el teljesen a szálakat: nyitott kérdés marad Görgey leánykájának Fabricius iránti, viszonzott, de immár bizonyára beteljesedhetetlen szerelme.
|  | Itt a vége a cselekmény részletezésének! |

## Feldolgozások

### Film
A nagy sikerű művet meg is filmesítették. 1971-ben Zsurzs Éva rendezésében hétrészes színes tévéfilmsorozat készült a regényből. A felvételek nagy része eredeti helyszíneken - tehát Lőcsén, a Szepességben, Besztercebányán, Pozsonyban, Tapolcsányban és Telcsen készült. A tévésorozat rövidített változataként egy kétrészes mozifilm is készült.

### Képregény
A fekete város képregényt Fazekas Attila rajzaival a Füles közölte folytatásokban az 1980. évfolyam 48. számától az 1981. év 13. számáig.